# South Fork Eel

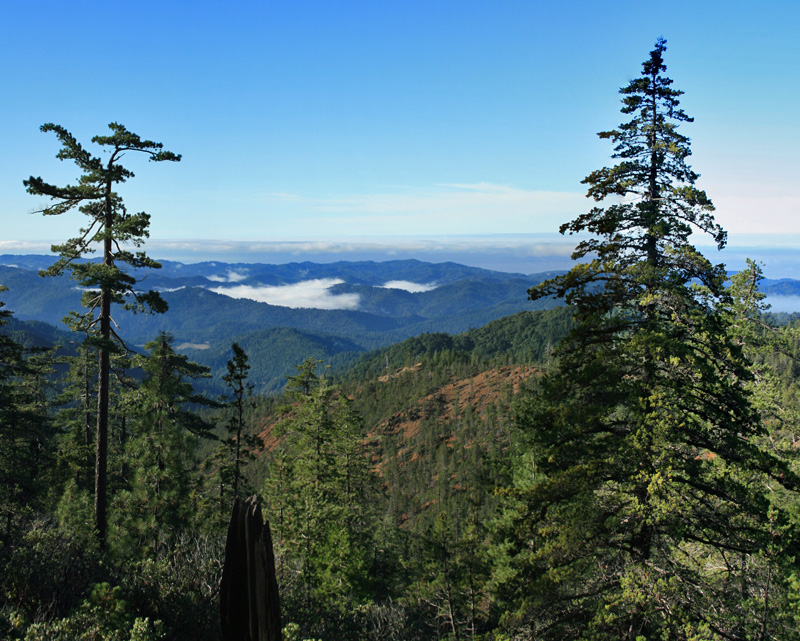
La valle del South Fork valley vista dalla Red Mountain

Il South Fork Eel River è il maggiore affluente dell'Eel River, nella California centro-settentrionale, negli USA. Il fiume è lungo 169 km, nasce sulle Iron Mountain nell'ovest della contea di Mendocino e termina il suo corso, immettendosi nell'Eel River, nei pressi della cittadina di Dyerville. Il bacino del South Fork drena una parte lunga e stretta della Catena Costiera della California, tra le contee di Mendocino e quella di Humboldt.
La U.S. Route 101 segue il corso del fiume per molta della sua lunghezza.
La tribù dei Kai Pomo appartenente al popolo Pomo, un tempo viveva lungo il corso superiore del fiume, mentre i Kato vivevano nei pressi della confluenza coll'Eel River. Prima dello sviluppo industriale del XIX secolo, molte tribù indiane utilizzavano il fiume per pescarvi salmoni e trote. Nel 1921, una compagnia privata costruì la Benbow Dam, una diga che bloccò la migrazione dei pesci in una vasta area del bacino.